# 伊藤沙莉
伊藤 沙莉（いとう さいり、1994年〈平成6年〉5月4日 - ）は、日本の女優（元子役）、ナレーター、 タレント、歌手。千葉県出身。 アルファエージェンシー所属。夫は劇作家・演出家の蓬莱竜太。

## 略歴
2003年、9歳でテレビドラマ『14ヶ月〜妻が子供に還っていく〜』（日本テレビ系列）に出演しデビューする。演技未経験ながら、身体が少女に若返ってしまった女性研究員という難役を演じた。
2005年にはテレビドラマ『みんな昔は子供だった』（フジテレビ系列）や『女王の教室』（日本テレビ系列）に出演。
2015年、『トランジットガールズ』（フジテレビ系列）で佐久間由衣とダブル主演を務め、テレビドラマ初主演。
2016年、『全員、片想い 』「MY NICKNAME is BUTATCHI」で映画初主演。
2023年、『シッコウ!!〜犬と私と執行官〜』（テレビ朝日系列）でゴールデンプライムタイムの連続ドラマ初主演。
2024年、『虎に翼』（NHK）で連続テレビ小説の主演を務めた。
同年、『第75回NHK紅白歌合戦』の司会の一人に起用された。

### 私生活
2025年1月4日、劇作家・演出家の蓬莱竜太と2024年歳末に結婚したことを自身のインターネットラジオ番組『伊藤沙莉のsaireek channel』内で発表した。

## 人物

### 人柄
- 名前は、「個性的に育ってほしい」と願った母が「さいり」と名付け、これに祖父が漢字を当てた。読みは「沙」一字で「さい」とのことである[18]。
- 特技はダンス。初めはダンサー志望だった[19]。2003年には「ALL Japan Dance Contest」の東京予選、および「サンリオダンスコンテスト」のキッズ部門でそれぞれ優勝する。
- ハスキーボイスが特徴である[20][21]。

### 交友関係
- 『GTO』で共演した松岡茉優[22][23]、『トランジットガールズ』で共演した佐久間由衣[24]、舞台『転校生』で共演した堺小春、映画『幕が上がる』で共演した吉岡里帆[25]とももいろクローバーZのメンバー・玉井詩織は一緒に食事に行くなどプライベートで交流があり、友達である。玉井のSNSでは、「ももクロの隠れメンバー茶色担当ちゃいり」と紹介された[26]。

### 家族
実兄はお笑いコンビ「オズワルド」のツッコミ・伊藤俊介。当初は兄から「（自分たちが）兄妹だと言わないで」と言われた。オズワルドがテレビで活躍してから頻繁にネタにされ、2022年2月19日の『まつもtoなかい〜マッチングな夜〜』にてテレビ共演。
兄の俊介、姉、本人の3人兄妹の末っ子であり、母子家庭育ち。父は道路工事会社を営んでいたが、バブル崩壊のあおりで会社が倒産し、自宅に借金取りが押しかけた。家庭環境について伊藤は2021年6月12日放送の『人生最高レストラン』で、今は亡き父親が「若干やらかして飛んだ」と蒸発し、家を追われて一家離散したことを明かした。幼少の頃両親が離婚して以来3兄妹は母に引き取られ、母と母の姉（伯母）に育てられた。ボロボロのアパートに暮らし、3枚の布団で家族5人が寝る形だったが伊藤は「うれしかった。みんなを近くに感じられるから」と述べた。母はスナック、牛乳配達の仕事を経て、塗装の職人として働いた。伊藤は兄について「昔から兄とは映画やお笑いの趣味が似ていたのでいつも兄の感想が気になるし、私の仕事を見ていてほしいと思う人」と述べている。現在もたびたび実家に帰省している。

### 女優として
- ずっと憧れていてリスペクトしていた女優は樹木希林[19]。
- 2020年、作家の樋口毅宏との対談で「新しいことをやるのが好きなので、機会に恵まれたら韓国映画にもぜひ挑戦してみたい。あとは今まで役で世間を裏切ってこなかったので、思いっきり裏切ってみたい」と述べている[19]。
- 『女王の教室』出演時に、天海祐希から「あなたはカメラが自分に向いてないときでも、必ずしっかりお芝居をしている。いつか誰かが見つけてくれるから、手を抜いたり気を抜いたりしないで。あなたは素敵だから、ずっとそのままでいて」と言葉をかけられ、それをずっと守ってきたと話す[36]。

## 受賞歴
2003年

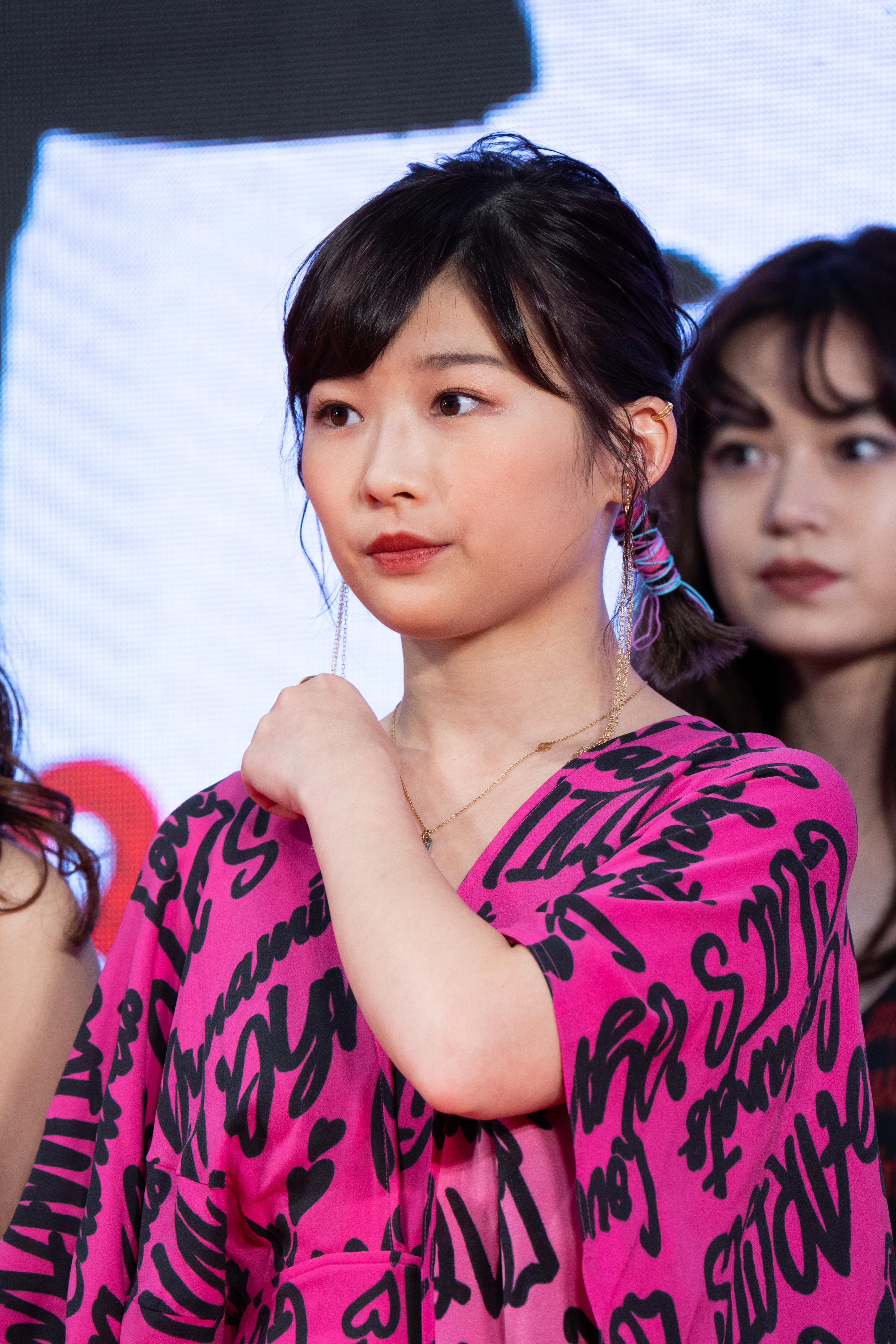
第32回東京国際映画祭にて（2019年）

- ALL Japan Dance Contest（東京予選優勝）
- サンリオダンスコンテスト（キッズ部門優勝）

2018年
- 第10回TAMA映画賞 最優秀新進女優賞（『榎田貿易堂』『パンとバスと2度目のハツコイ』『寝ても覚めても』『blank13』）

2019年
- 第40回ヨコハマ映画祭 助演女優賞（『寝ても覚めても』『榎田貿易堂』）
- 第32回東京国際映画祭 東京ジェムストーン賞（『タイトル、拒絶』）

2020年
- 第29回日本映画批評家大賞 助演女優賞（『生理ちゃん』）
- 第57回ギャラクシー賞 テレビ部門個人賞（『映像研には手を出すな!』『これは経費で落ちません!』『ペンション・恋は桃色』『全裸監督』『反骨の考古学者 ROKUJI』）
- 東京ドラマアウォード2020 個人賞部門・助演女優賞（『これは経費で落ちません!』）

2021年
- 第45回エランドール賞 新人賞
- 第63回ブルーリボン賞 助演女優賞（『劇場』『十二単衣を着た悪魔』『ホテルローヤル』）
- 61st ACC TOKYO CREATIVITY AWARDS 演技賞（サントリー「BOSS」・TVer）
- 第108回ザテレビジョンドラマアカデミー賞 ザテレビジョン賞（『大豆田とわ子と三人の元夫』ナレーターとして）
- オリコンが発表した「2021年 ブレイク女優ランキング」において1位に選出された

2022年
- SSFF & ASIA 2022 オフィシャルコンペティション supported by SONY ジャパン部門 ベストアクターアワード（アクターズ・ショート・フィルム2『あんた』）
- 第45回山路ふみ子映画賞 女優賞
- 第77回文化庁芸術祭 テレビドラマ部門 放送個人賞 （『ももさんと7人のパパゲーノ』）

2023年
- 第31回橋田賞・新人賞

2024年
- VOGUE JAPAN THE ONES TO WATCH 2024（『虎に翼』）
- 第121回ザテレビジョンドラマアカデミー賞 主演女優賞（『虎に翼』）

2025年
- 第33回橋田賞
- 第28回日刊スポーツ・ドラマグランプリ 年間大賞 主演女優賞（『虎に翼』）
- 第51回放送文化基金賞 演技賞（『虎に翼』）

## 出演
役名の太字は主演。

### テレビドラマ
- 14ヶ月〜妻が子供に還っていく〜（2003年7月7日 - 9月8日、読売テレビ・日本テレビ） - ナツキ 役
- みんな昔は子供だった（2005年1月11日 - 3月21日、フジテレビ） - 若槻モモ 役
- 女王の教室（2005年7月2日 - 9月17日、日本テレビ） - 田中桃 役
- Girl's BOX 第1話「箱入り娘のクリスマス」（2005年12月3日、BS-i） - レン 役
- ちびまる子ちゃん（2006年4月18日、フジテレビ） - 白河さん 役
- こちら新宿駆けこみ寺〜泣き笑い玄さん奮闘記〜（2006年6月30日、フジテレビ）
- コシノ家の闘う女たち〜肝っ玉お母ちゃんとパワフル三姉妹（2006年8月8日、日本テレビ）
- 僕の歩く道（2006年、関西テレビ・フジテレビ） - 遠足の少女 役
- 硫黄島〜戦場の郵便配達〜（2006年12月9日、フジテレビ） - 市丸晴子 役
- たったひとつの恋（2006年、日本テレビ）
- 演歌の女王（2007年1月13日 - 3月17日、日本テレビ） - 貞子をいじめる 役
- わたしたちの教科書（2007年4月12日 - 6月28日、フジテレビ） - 山西麻衣 役
- 菊次郎とさき 第3シリーズ 第7話（2007年8月16日、テレビ朝日）
- オトコの子育て（2007年、テレビ朝日） - 佐藤美香 役
- 霧の火 樺太・真岡郵便局に散った九人の乙女たち（2008年8月25日、日本テレビ） - 中村悦子 役
- スクラップ・ティーチャー〜教師再生〜（2008年10月11日 - 12月13日、日本テレビ） - 大崎沙莉 役
- 上地雄輔ひまわり物語〜家族・親友・彼女…誰も知らない素顔初公開!（2009年3月14日、フジテレビ）
- 大切なことはすべて君が教えてくれた（2011年1月17日 - 3月28日、フジテレビ） - 宇野沙莉 役
- BOSS 2ndシーズン 第1話（2011年4月14日、フジテレビ） - ギャル女子高校生 役
- スープカレー（2012年4月13日 - 6月29日、HBC・2012年4月16日 - 6月25日、TBS） - 浦田千枝子 役
- 嘘の証明 犯罪心理分析官 梶原圭子（2012年5月9日、テレビ東京） - バスの乗客 役
- 人生は「サイテーおやじ」から教わった（2013年2月10日、NHK BSプレミアム） - 西原理恵子の友人 役[58]
- リーガル・ハイ（2013年4月13日、フジテレビ） - 井上カオリ 役
- みんな!エスパーだよ!（2013年4月12日 - 7月5日、テレビ東京） - ユウコ 役
- GTO（2014年7月8日 - 9月16日、関西テレビ制作・フジテレビ系列） - 楠見加奈子 役
- REPLAY & DESTROY（2015年4月27日 - 6月15日、TBS） - 愛川奏 役[59]
- となりの関くんとるみちゃんの事象「るみちゃんの事象」第2話（2015年8月3日、MBS） - 涼子先輩 役
- トランジットガールズ（2015年11月7日 - 12月26日、フジテレビ） - 葉山小百合 役[注 3][12][60]
- 怪盗 山猫 第1話・第2話・第9話・最終話（2016年1月16日・23日・3月12日・19日、日本テレビ） - 垣内結菜 役[61]
- その「おこだわり」、私にもくれよ!!（2016年4月9日 - 6月18日、テレビ東京） - 伊藤沙莉（本人） 役[注 4][22][62][63]
- THE LAST COP/ラストコップ（2016年10月8日 - 12月10日、日本テレビ） - 山瀬栞 役[64]
- 楽園（2017年1月8日 - 2月12日、WOWOW） - 土井崎茜 役[65]
- 北斗 -ある殺人者の回心-（2017年3月25日 - 4月22日、WOWOW） - 鞠谷明日実 役
- 連続テレビ小説（NHK総合）
  - ひよっこ 第30話 - 最終話（2017年5月6日 - 9月30日） - 安部さおり（安部米子） 役[66][注 5]
    - ひよっこ2（2019年3月25日 - 28日、NHK総合）

  - 虎に翼（2024年4月1日 - 9月27日） - 猪爪（佐田）寅子 役[16]
- 世にも奇妙な物語'17秋の特別編 「ががばば新章」（2017年10月14日、フジテレビ） - エリ 役
- 民衆の敵 スピンオフドラマ『片想いの敵』（2017年10月17日 - 11月14日、フジテレビ）
- 志村けん in 探偵佐平 60歳（2018年1月2日、NHK総合） - 梅谷桃世 役[68][69][70][71][72]
- 隣の家族は青く見える（2018年1月18日 - 3月22日、フジテレビ） - 五十嵐琴音 役
- いつまでも白い羽根（2018年4月7日 - 5月26日、東海テレビ・フジテレビ） - 山田千夏 役[73][74]
- この世界の片隅に（2018年7月15日 - 9月16日、TBS） - 刈谷幸子 役[75]
- 恋のツキ（2018年7月27日 - 10月12日、テレビ東京） - 水野晴子 役[76]
- 獣になれない私たち（2018年10月10日 - 12月12日、日本テレビ） - 松任谷夢子 役[77]
- マザーズ2018『僕には、3人の母がいる』（2018年11月10日、中京テレビ） - 村上友 役
- ちょいドラ2019『ダークマターな女』（2019年1月12日、NHK総合） - 宇宙飛行士 役[78]
- オリガミの魔女と博士の四角い時間「濡羽色（ぬればいろ）の恋」（2019年6月14日、NHK Eテレ） - 謎の黒ずくめの女 役[79]
- Iターン 第1話（2019年7月13日、テレビ東京） - ヤンキー女 役
- これは経費で落ちません!（2019年7月26日 - 9月27日、NHK総合） - 佐々木真夕 役[80][81][82]
- ひみつ×戦士 ファントミラージュ! 第25話・第26話（2019年9月22日 - 9月29日、テレビ東京） ‐ 美崎メイ 役
- ペンション・恋は桃色（2020年1月17日〈16日深夜〉 - 2月14日〈13日深夜〉、フジテレビ） - ヒロイン・ハル 役[83][84]
- 三浦部長、本日付けで女性になります。（2020年3月21日、NHK総合） - ヒロイン・土方はる子 役[85]
- 有村架純の撮休 第2話（2020年3月28日、WOWOWプライム） - 優子 役[86]
- いいね！光源氏くんシリーズ（NHK総合） - ヒロイン・藤原沙織 役
  - いいね!光源氏くん（2020年4月4日 ‐ 5月23日）[87]
  - いいね!光源氏くん し〜ずん2（2021年6月7日 - 28日）[88]
- 大豆田とわ子と三人の元夫（2021年4月13日 - 6月15日、関西テレビ・フジテレビ） - ナレーション[89][90]
- ミステリと言う勿れ（2022年1月10日 - 3月28日、フジテレビ） - ヒロイン・風呂光聖子 役[91]
  - ミステリと言う勿れ 特別編（2023年9月9日、フジテレビ）[92]
- アクターズ・ショート・フィルム2「あんた」（2022年2月6日、WOWOW） - 主演[注 6][93][94]
- 拾われた男 LOST MAN FOUND 第3話 - 最終話（2022年7月10日 - 8月28日、NHK BSプレミアム・ディズニープラス[注 7]） - ヒロイン・比嘉結 役[95][96]
- ももさんと7人のパパゲーノ（2022年8月20日、NHK総合） - もも 役[97]
- いちげき（2023年1月3日、NHK総合・BS4K） - ヒロイン・お菊 役[98]
- キッチン革命 第2夜（2023年3月26日、テレビ朝日） - 浜崎マホ 役[99]
- シッコウ!!〜犬と私と執行官〜（2023年7月4日 - 9月12日、テレビ朝日） - 吉野ひかり 役[14][100]

### 配信ドラマ
- The Fake Show（2018年12月12日 - 2019年2月13日、YouTube Originals） - トーコ 役
- 全裸監督シリーズ（Netflix） - 小瀬田順子 役
  - 全裸監督（2019年8月8日、全8話）[101]
  - 全裸監督 シーズン2（2021年6月24日、全8話）[102]
- THE LIMIT 第1話「ネコと井戸」（2021年3月5日、Hulu） - 加納葵 役
- チェインストーリー 大豆田とわ子を知らない三人の男たち（2021年4月13日 - 6月15日、GYAO!） - ナレーション
- モモウメ（2021年9月10日、Hulu） - モモ 役[注 8][103]
- あなたに聴かせたい歌があるんだ（2022年5月20日、Hulu） - 前田ゆか 役[104]
- ペンション・恋は桃色（FOD） - ヒロイン・ハル 役
  - season2（2024年1月19日）[105]
  - season3（2025年1月10日 - 17日）[106]

### DVD
- DVDシネマ『恋愛白書』（2004年） - 須山絵里子 役
- 『怪談 弐 職場怪談 』「続・病院怪談」（2006年）
- 人生のピンチを救うパフェおやじの7つの名言（THE3名様・スピンオフ企画）（2008年）

### 映画
- イヌゴエ 幸せの肉球（2006年12月2日）
- 兎のダンス（2007年5月12日）
- 東南角部屋二階の女（2008年9月20日）
- Lost Harmony（2011年12月3日） - 西原瑠璃子 役
- 悪の教典（2012年11月10日） - 永井あゆみ 役[107]
- 映画 鈴木先生（2013年1月12日）[108]
- もらとりあむタマ子（2013年11月23日）[109]
- 恋につきもの 「いばらのばら」（2014年4月2日） - 琉花 役
- わたしのハワイの歩きかた（2014年6月14日） - 乗客 役[110]
- 超能力研究部の3人（2014年12月6日）
- 幕が上がる（2015年2月28日）- 高田梨奈 役
- 家族ごっこ Episode5「高橋マニア」（2015年8月1日）
- KABUKI DROP（2016年6月25日）[111]
- 全員、片想い 「MY NICKNAME is BUTATCHI」（2016年7月2日） - 野村杏奈 役[13][112]
- 一週間フレンズ。（2017年2月18日） - フミ 役
- 戦場へ、インターン（2017年3月11日） - 麗子 役
- ブルーハーツが聴こえる 「ハンマー（48億のブルース）」（2017年4月8日） - 愛川湊 役
- 笑う招き猫（2017年4月29日） - カメオ出演
- ラストコップ THE MOVIE（2017年5月3日） - 山瀬栞 役[113][114]
- 獣道（2017年7月15日） - 愛衣 役[115]
- ナラタージュ（2017年10月7日）
- blank13（2018年2月3日）[注 9]
- パンとバスと2度目のハツコイ（2018年2月17日） - 石田さとみ 役[116]
- 榎田貿易堂（2018年6月9日） - 真木千秋 役[117]
- 寝ても覚めても（2018年9月1日） - 島春代 役[118][119]
- 21世紀の女の子「projection」（2019年2月8日） - 主演[120]
- 平成真須美 ラスト・ナイト・フィーバー（2019年5月2日） - 真須美 役
- ブルーアワーにぶっ飛ばす（2019年10月11日） - スナックのチーママ 役[121]
- 生理ちゃん（2019年11月8日） - 山本りほ 役[122]
- 劇場（2020年7月17日） - 青山 役[123][124][125]
- ステップ（2020年7月17日） - ケロ先生 役[126]
- 蒲田前奏曲 第2番「呑川ラプソディ」（2020年9月25日） - 帆奈 役
- タイトル、拒絶（2020年11月13日） - カノウ 役[127][128]
- 十二単衣を着た悪魔（2020年11月6日）- 倫子 役[129]　監督：黒木瞳
- ホテルローヤル（2020年11月13日） - 佐倉まりあ 役[130]
- ボクたちはみんな大人になれなかった（2021年11月5日[注 10]） - ヒロイン・加藤かおり 役[132][133]
- ちょっと思い出しただけ（2022年2月11日） - 葉 役[注 11][134]
- MIRRORLIAR FILMS Season4「女優iの憂鬱／COMPLY+-ANCE」（2022年9月2日） - 伊藤沙莉（本人） 役[135][136]
- 月の満ち欠け（2022年12月2日） - 緑坂ゆい 役[137]
- 宇宙人のあいつ（2023年5月19日） - ヒロイン・真田想乃 役[138]
- 探偵マリコの生涯で一番悲惨な日（2023年6月30日）- 石破マリコ 役[139][140][141]
- ミステリと言う勿れ（2023年9月15日） - 風呂光聖子 役[142]
- MIRRORLIAR FILMS Season5「変哲の竜」（2024年5月31日） - 今日子 役[143][144]
- 風のマジム（2025年9月12日〈沖縄県先行 9月5日〉公開予定） - 伊波まじむ 役[145][146]
- 爆弾（2025年10月31日公開予定） - 倖田 役[147][148]

### テレビアニメ
- 映像研には手を出すな!（2020年1月6日 - 3月23日、NHK総合） - 主演・浅草みどり 役[149]

### 劇場アニメ
- 映画 えんとつ町のプペル（2020年12月25日公開） - アントニオ 役[150]
- 映画ざんねんないきもの事典（2022年7月8日公開） - グララ 役[151]
- すずめの戸締まり（2022年11月11日公開） - 二ノ宮ルミ 役[152]

### 吹き替え
- ペット2（2019年7月26日公開） - デイジー 役[153]
- 小さなバイキング ビッケ（2020年10月2日公開） - 主演・ビッケ 役[154]
- シチリアを征服したクマ王国の物語（2022年1月14日公開） - 弟子アルメリーナ 役、女性アルメリーナ 役、幼少期のトニオ 役[155]
- ジュラシック・ワールド/新たなる支配者（2022年7月29日公開） - ケイラ 役〈ディワンダ・ワイズ〉[156]

### ドキュメンタリー・教養
- ETV特集「反骨の考古学者 ROKUJI」（2019年7月6日、NHK Eテレ） - 森本ミツギ 役（ドラマ部分）[157]
- 100分de名著 「カルロ・コッローディ『ピノッキオの冒険』」（2020年4月6日 - 4月27日、NHK Eテレ） - 朗読[158]
- NNNドキュメント「さよなら、私のデパート。」（2020年6月15日、日本テレビ） - ナレーション[159]
- カラフルな魔女の物語 〜角野栄子 85歳の鎌倉暮らし〜（2020年11月22日・29日、NHK Eテレ） - ナレーション[160]
- 魔改造の夜（2020年6月19日[161]・26日[162]・8月22日[163]・12月26日[164]、NHK BSプレミアム）[165]
- ネコメンタリー 猫も、杓子も。（2021年12月16日、NHK Eテレ） - 朗読[166]
- ハートネットTV「“インクルーシブ教育”を考える」（2023年5月9日・16日、NHK Eテレ） - ナレーション[167][168]
- NHKスペシャル「いのち眠る海 〜最新調査で明かす太平洋戦争〜」（2023年8月5日、NHK総合） - ナレーション[169]
- 歌人 美智子さま こころの旅路（2025年2月5日、NHK総合） - 語り[170]
- 伊藤沙莉と旅するスプーン〜美食の街の謎を追え！ in スペイン・ポルトガル〜（2025年6月28日、BS-TBS）[171][172]

### 音楽番組
- ミュージックステーション（テレビ朝日）
  - 2021年11月12日「光る野原」HIROBA with 伊藤沙莉
- 第75回NHK紅白歌合戦（2024年12月31日、NHK総合・ラジオ第1） - 司会（有吉弘行、橋本環奈、鈴木奈穂子アナウンサーと担当）[17]

### バラエティ
- クイズ!日本語王（2005年 - 2006年、TBS）[173]
- ただ今、コント中。（2020年8月29日、フジテレビ）[174]
- TOKIOカケル（2021年4月 - 、フジテレビ） - エンジェルちゃんとして不定期出演。
- ぽかぽか（2023年2月8日、フジテレビ）

### 配信バラエティ
- お互いさまっす（2023年10月18日 - 、Spotify / YouTube ほかポッドキャスト配信サービス） - 松岡茉優とのパーソナリティ[175]

### 情報番組
- あさイチ（NHK総合）- ゲストコメンテーター（不定期出演）
- あさイチ「プレミアムトーク伊藤沙莉さん▽ひよっこから最新主演作まで」（2022年2月4日、NHK総合）
- あさイチ「プレミアムトーク 伊藤沙莉▽朝ドラ「虎に翼」寅子役▽いよいよ大詰め！」（2024年9月6日）[176]

### PV
- SweetS「Sky」（2004年）
- 遊助「いるよ」（2014年）[177]
- ももいろクローバーZ「青春賦」（2015年）[178]
- 赤い公園「恋と嘘」（2017年）[179]
- コバソロ「背中合わせ feat.安果音」（2017年）[180]
- GENERATIONS from EXILE TRIBE 「You & I」（2020年6月17日）[181][182]
- クリープハイプ「ナイトオンザプラネット」（2021年）[183]

### CM
- 小学館ホームパル『英会話スクール 〜ダンス篇〜』（2004年）[184]
- 日清食品「日清ラ王 袋麺」（2017年）
- 住友生命「Vitality」
  - 『廊下で1UP』篇（2018年）[185]
  - 『オーダーで1UP』篇、『その時、バイタリティ（徒歩）』篇（2019年1月25日 - ）[186]
- 大東建託「いい部屋ネット」『わたしのいい部屋、みつけた！』篇（2019年）[187]
- 日本マクドナルド
  - 「大人のクリームパイ」『大人とはなんぞや』篇（2020年）[188]
  - 「マックフルーリー® ブラックサンダー」『聞いてませんでした』篇（2020年）[189]
  - 「三角チョコパイ 黒白」『三角チョコパイの季節』篇、『一日早い』篇（2020年10月 - ）[190]
  - 「三角チョコパイ」『君と三角と歌』篇（2021年10月12日 - ）[191]
  - 「ベルギーショコラパイ」「カナディアンメープルカスタードパイ」（2022年1月11日 - ）[192]
  - 「夜マック」『倍バーガー』篇（2022年1月15日 - ）[193]
  - 「ひとくちチュロス」『う、ふ、ふ、ふ』篇（2022年2月10日 - ）[194]
  - 「桜もちパイ」『春、ほおばる。』篇（2022年3月22日 - ）
  - 「夜マック ごはんチキンタツタ」『ごはんバーガー』篇（2022年4月19日 - ）[195]
  - 『夜マック店長/ごはんバーガー』篇（2022年6月28日 - ）
  - 「三角チョコパイ」『黒と白の王様』篇（2022年10月11日 - ）[196]
  - 『夜マック店長/おなかがすいた日』篇（2023年3月14日 - ）[197]
  - 「三角チョコパイ」『黒とザクザクミルクキャラメル』篇（2023年10月10日 - ）[198]
  - 「バタースコッチパイ」『バタースコッチって、なに？』篇（2024年1月9日 - ）[199]
  - 「ひとくちチュロス」『なめらかになった』篇（2024年2月13日 - ）[200]
  - 「三角チョコパイ」『キレキレ収穫祭』篇（2024年10月8日 - ）[201]
  - 「いまだけダブチ」『いまだけダブチ』篇（2024年10月22日 - ）[202]
  - 「生チョコクリームパイ」「ホワイトチョコミルクティーパイ」『冬の欲望はパイに包んで』篇（2025年1月7日 - ）[203]
  - 「ひとくち黒チュロス いちごチョコ」『黒チュロスの秘密』篇（2025年2月18日 - ）[204]
- サントリー食品インターナショナル
  - 健康茶統合「伊右衛門プラス」（2020年）[205]
  - 「ボス カフェベース」『キッチリ夫と、テキトウ妻』シリーズ（2021年4月 - ）[206]
  - 「ボス カフェベース」『予想より、絶対うまい。－キッチリ父登場－』篇（2022年6月29日 - ）
  - 「クラフトボス 世界のTEA」『宇宙人ジョーンズ・四姉妹』篇（2025年3月18日 - ）[207]
- メルカリ
  - 『メゾンメルカリ・おくる・もらう／知る』篇（2020年8月1日 - ）[208]
  - 『メゾンメルカリ・管理人の悩み』篇、『メゾンメルカリ・初出品（本/バッグ）』篇（2020年9月5日 - ）[209]
  - 『メゾンメルカリ・新しい住人』篇（2021年3月6日 - ）[210]
  - 『メゾンメルカリ・新品じゃなくても』篇（2021年9月30日 - ）[211][212]
- TVer『テレビトーク』シリーズ（2020年）[213]
- 東京ガス「水まわりの定額修理サービス」（2020年）[214]
- ピップ「ピップエレキバン」『コリコリ3姉妹』篇（2021年4月3日 - ）[215]
- スタジオマリオ
  - 『マリオで笑おう』篇（2021年4月17日 - ）[216]
  - 『笑顔に全力』篇（2022年4月16日 - ）[217]
- 自賠責保険広報活動（WebCM）『ちゃんと見てみて！期限確認！自賠責保険』（2022年2月28日 - ）[218]
- スマートニュース（2022年7月1日 - ）[219]
- ダイハツ工業「ムーヴ キャンバス」[220][221][222][223]
  - 『はじまり』篇、『それから』篇（2022年7月5日 - 2022年）
  - 『カフェと友人』篇（2022年12月28日 - ）
  - 『海へ』篇（2025年7月1日 - ）
- 花王
  - 「めぐりズム 蒸気でホットアイマスク」『休み方って、自由でなくっちゃ。』篇（2022年10月7日 - ）[224]
  - 「ビオレ メイク直しシート」『メイク直しの時間ない！』篇（2024年3月4日 - ）[225]
- カメラのキタムラ 「新たな旅立ち」篇（2023年6月1日 - ）[226]
- エスエス製薬「アレジオン20」
  - 『わたしオン、気持ちいい春』篇、『わたしオン、ベランダパーティー』篇（WebCM）（2024年1月22日 - ）[227]
  - 『わたしオン、春の女子旅』篇、『春に備える早めの対策』篇（WebCM）（2025年1月27日 - ）[228]
- 全国信用金庫協会『信用金庫って、そうなんだ。 / “そもそも信用金庫って？”』篇、『信用金庫って、そうなんだ。 / “なんでも相談できる信用金庫”』篇（2024年10月1日 - ）[229]
- ポケモン「Pokémon Trading Card Game Pocket」
  - 『お家で開封』篇、『スキマ時間で開封』篇、『スキマ時間で開封』篇（2024年10月30日 - ）[230]
  - 『なかよくポケポケ』篇（2025年2月1日 - ）[231]
- サントリー「ザ・プレミアム・モルツ」
  - 『プレモル子ちゃん・再会』篇（2025年2月9日 - ）[232]
  - 『プレモル子ちゃん・手紙』篇（2025年2月13日 - ）[233]
  - 『プレモル子ちゃん・青いバラ』篇（2025年3月8日 - ）[234]
  - 『プレモル子ちゃん・グランドキャニオン』篇（2025年6月2日 - ）[235]

### 舞台
- 東京俳優市場2010春 第3話「本当の恋の見つけ方」（2010年4月30日 - 5月5日、千本桜ホール） - アヤ 役
- 幕が上がる（2015年5月1日 - 24日、Zeppブルーシアター六本木） - 高田梨奈 役
- 転校生（2015年8月22日 - 9月6日、Zeppブルーシアター六本木） - 高田美幸 役[236]
- すべての四月のために（2017年） - 安田春子 役
  - 東京公演（11月11日 - 29日、東京芸術劇場 プレイハウス）
  - 京都公演（12月8日 - 13日、ロームシアター京都 サウスホール）
  - 北九州公演（12月22日 - 24日、北九州芸術劇場 大ホール）
- 首切り王子と愚かな女（2021年） - ヴィリ 役
  - 東京公演（6月15日 - 7月4日、PARCO劇場）
  - 大阪公演（7月10日 - 11日、サンケイホールブリーゼ）
  - 広島公演（7月13日、JMSアステールプラザ 大ホール）
  - 福岡公演（7月16日 - 17日、久留米シティプラザ ザ・グランドホール）
- COCOON PRODUCTION 2022+CUBE 25th PRESENTS,2022『世界は笑う』（2022年） - 秋野撫子 役[237]
  - 東京公演（8月7日[注 12] 11日 - 28日、Bunkamura シアターコクーン）
  - 京都公演（9月3日 - 6日、京都劇場）
- COCOON PRODUCTION 2023『パラサイト』（2023年） - 金田美姫 役[239]
  - 東京公演（6月5日 - 7月2日[注 13]、THEATER MILANO-Za）
  - 大阪公演（7月7日 - 17日、新歌舞伎座）

### Webラジオ
- 伊藤沙莉のsaireek channel（2018年 - 、AuDee）[241]

### ラジオドラマ
- 青春アドベンチャー「メゾン・ド・関ヶ原」（2018年3月26日 - 30日、NHK-FM） - 遠藤文恵 役[242]
- 東京ラジオ『「東京」 2021春 サヤカとトモヤ 〜君の牛、再び〜』（2021年4月29日、TOKYO FM） - サヤカ 役[243]
- BITS & BOBS TOKYO（J-WAVE）[244]
  - 「妄想フライト」（2021年11月5日）
  - 「同じ話」（2021年11月12日）
  - 「ポエムさん」（2021年11月19日）
  - 「夜の剥製」（2021年11月26日）

### イベント
- 松岡茉優&伊藤沙莉「お互いさまっす」1周年記念公開収録イベント さまっす生祭り 2024 秋 〜うちらが会えばさまっすじゃん〜（2024年10月30日、有楽町よみうりホール）[245]
- PARCO文化祭（2024年11月17日、PARCO劇場） - リリー・フランキーとのトークゲスト[246][247]
- NO LIMIT! クール・サマー オープニング・セレモニー（2025年6月30日、ユニバーサル・スタジオ・ジャパン） - スペシャルゲスト[248]

### その他
- 島谷ひとみ「YUME日和」バックダンサー（2003年）
- a-nation'04 TRF オープニングダンサー （2004年）

## 作品

### 楽曲参加
- 餓鬼連合（餓鬼レンジャー with 伊藤沙莉）「Miss PenPen」（2017年6月29日配信、JCC） - ラッパー[8][249]
- 餓鬼レンジャー「NJな夜 feat. 伊藤沙莉」（アルバム『ティンカーベル 〜ネバーランドの妖精たち〜』収録、2019年4月3日発売）
- HIROBA「光る野原」（書籍『OTOGIBANASHI』封入CD収録、2021年10月28日、講談社）ISBN 978-4-06-525783-8 - 歌唱
  - 配信：2021年10月27日、HIROBA
  - HIROBA『HIROBA』（2023年2月15日、ソニー・ミュージックレーベルズ）収録
- 伊藤沙莉×ハンバート ハンバート「なくもんか」（いきものがかり『いきものがかりmeets』収録、2024年2月14日、ソニー・ミュージックレーベルズ）

## 書籍
- 伊藤沙莉『【さり】ではなく【さいり】です。』KADOKAWA、2021年6月10日。ISBN 978-4-04-896932-1。 - フォトエッセイ